# 龍歸院
龍歸院位於四川省南充市嘉陵區，文物遺址年代判定為明至清。2012年7月16日公佈為第八批四川省文物保護單位。
龍歸院位於四川省南充市嘉陵區天星鄉龍歸院村，始建於明萬曆十六年（1588），歷經清雍正、嘉慶、光緒年間多次培修，前殿、山門已毀，現留存有左右廟廊、中殿、後殿，總占地面積1320平方公尺；其中中殿為明代建築，左右廟廊及後殿為清代所建。龍歸院左右廟廊及後殿均為單簷懸山頂，木結構穿斗式屋架。左廟廊坐東北朝西南，面闊三間14公尺，進深7.5公尺；右廟廊坐西南朝東北，面闊六問28公尺，進深8公尺；後殿坐西北朝東南，面闊五間19.85公尺，進深10.2公尺。中殿坐西北朝東南，建築面積245平方公尺，台基構築較具特點，分上下部分構築、製作風格迥異，上半部分素面，下半部分有精細雕刻；木石結構抬梁式屋架，面闊三間11.26公尺，進深三間11.26公尺；梁架結構為四櫞袱前後乳袱用四柱，簷下施斗拱二十四朵，分為二種形制；單簷歇山頂，正脊高8公尺；有踏道二級。龍歸院主體建築保存完整，主要構件保留著歷史原貌，雕刻精緻，具有較高的歷史、藝術、研究價值。1998年，被南充市嘉陵區人民政府公佈為區級文物保護單位。